# Alessandro Palma di Cesnola
Alessandro Palma di Cesnola (Rivarolo Canavese, 1840 – Firenze, 1914) è stato un militare, diplomatico e archeologo italiano.
Prese parte alla guerra di Crimea e alla seconda e terza guerra di indipendenza italiana. Fu quindi viceconsole degli Stati Uniti a Cipro (1873-1877) e archeologo.

## Biografia
Alessandro Palma di Cesnola nacque a Rivarolo Canavese nel 1840 da una nobile famiglia piemontese. Suo padre Maurizio Palma di Cesnola e suo zio Alerino Palma di Cesnola erano stati implicati come aderenti alla Carboneria nei moti rivoluzionari del 1821. Entrambi sfuggirono all'arresto e alla condanna in contumacia: Maurizio tuttavia poté rientrare in patria qualche anno dopo, mentre Alerino morirà in esilio nel 1851 in Grecia. Suo fratello maggiore, con il quale manterrà sempre uno stretto rapporto, fu Luigi Palma di Cesnola, ardente patriota e combattente della prima guerra d'indipendenza, della guerra in Crimea e della guerra civile americana e quindi console degli Stati Uniti a Cipro, archeologo e primo direttore del Metropolitan Museum of Art di New York dal 1877 al 1904.
Alessandro studiò a Rivarolo, Cuorgnè e Biella; quindi nel 1855, a quindici anni si unì ai bersaglieri di stanza a Torino. Nel 1855-56 partecipò alla guerra in Crimea dove anche suo fratello Luigi era presente ma inquadrato nell'esercito britannico, essendo stato dimesso dall'esercito sabaudo nel 1854. Alessandro combatte quindi nell'esercito sabaudo nella seconda guerra d'indipendenza, distinguendosi nelle battaglie di Palestro e di San Martino, mentre Luigi si reca in America e combatte nella guerra civile americana. Alessandro è promosso al grado di Tenente nel 1861 e l'anno successivo di Capitano. Combatte ancora nella terza guerra d'indipendenza del 1866.
Lasciato l'esercito nel 1869, si reca in Sud America, risiedendo a Buenos Aires e Montevideo. Nel 1873 salpa per New York dove ritrova il fratello Luigi, dal 1865 console degli Stati Uniti a Cipro, che lo fa nominare vice-console e lo coinvolge nei scavi archeologici che sta compiendo nell'isola. Nel 1875 Alessandro parte per Londra per studiare la lingua e l'archeologia di Cipro al British Museum con Samuel Birch. Torna a Cipro, proseguendo i progetti archeologici prima con il fratello e poi per conto proprio quando Luigi nel 1877 lascia l'incarico consolare e viene nominato nel 1879 direttore del Metropolitan Museum of Art di New York. Libero da ogni responsabilità con il governo americano, Alessandro si dedica a tempo pieno all'archeologia in corrispondenza con la British Archaeological Society. Nel 1881 e 1882 pubblica (in inglese) i risultati della sua ricerca nel libro Salaminia.
Alessandro torna in Italia dove con decreto regio del 5 dicembre 1883 è promosso Maggiore dell'Esercito Italiano. Dona alla Società Piemontese di Archeologia e Belle Arti circa 300 reperti che vengono accolti presso il Museo delle Antichità della Regia Università di Torino.
Muore a Firenze nel 1914.